# Acanthodelta umbrigera
Acanthodelta umbrigera är en fjärilsart som beskrevs av Paul Mabille 1897. Acanthodelta umbrigera ingår i släktet Acanthodelta och familjen nattflyn. Inga underarter finns listade i Catalogue of Life.